# Consuantes
Els consuantes (en llatí Consuantae, en grec antic Κονσουανται) eren una tribu dels vindèlics, a Vindelícia, a la regió de l'alt Lech, a la rodalia de Schwangau, esmentats per Claudi Ptolemeu. Plini el Vell els dona el nom de consuanetes. El seu nom consta al Trofeu dels Alps aixecat per August per commemorar la seva victòria sobre les tribus alpines.